# Biosteres spinaciaeformis
Biosteres spinaciaeformis är en stekelart som beskrevs av Fischer 1971. Biosteres spinaciaeformis ingår i släktet Biosteres och familjen bracksteklar. Inga underarter finns listade.